# Delphinium honanense
Delphinium honanense är en ranunkelväxtart som beskrevs av Wen Tsai Wang. Delphinium honanense ingår i släktet storriddarsporrar, och familjen ranunkelväxter. Utöver nominatformen finns också underarten D. h. piliferum.